# The Rakes
The Rakes — британская рок-группа из Лондона.

## История творчества
Группа сформировалась после того, как Джейми (бас) и Алан (вокал) встретились в колледже. Несколько лет спустя Джейми встретил Мэтью (гитара и вокал) и Лассе (ударные), когда работал в одном лондонском магазине. Вся банда была под впечатлением от музыки популярных английских инди-групп. Это сильно отразилось на их творчестве.
Первые свои записи коллектив производил в лондонской студии Eastcote.
Название группы появилось случайно, в результате шутки (участники группы называют себя «тощими, как грабли»), но привязалось к музыкантам, и вскоре они забросили свои прежние работы и, уже всерьёз именуя себя The Rakes, колесили по миру, выступая с The Buzzcocks, Bloc Party, Franz Ferdinand и многими другими британскими группами.
Наибольшее влияние на музыку The Rakes оказали Bowie, Blur, The Cure, The Strokes, Phil Lynott, The Specials и LCD Soundsystem. Некоторые моменты из музыки этих групп The Rakes «впитывали в себя» и совмещали в своих композициях. Они пишут песни о рабочей жизни, серых буднях и уходе от действительности.
Первый альбом оказался довольно оригинальным и пришёлся по вкусу многим, заняв 32-е место в британских чартах. «Capture/Release» принёс банде первый успех в Британии. А синглы «22 Grand Job» и «Retreat» стали популярными в Туманном Альбионе и за её пределами. Например, канадские разработчики компьютерных игр включили «Retreat» в саундтрек к одной из своих популярных игр.
В ноябре-октябре 2005 года лондонцы сопровождали шотландскую брит-поп-команду Franz Ferdinand в их туре с альбомом 'You Could Have It So Much Better…', а в январе-феврале выступали с White Rose Movement, Duels и Switches.
27 февраля 2006 года группа представила сингл «All Too Human», признанный одним из британских изданий лучшим синглом недели.
Весной-летом 2006 года группа отправилась в тур по США, Великобритании и Франции.
19 марта 2007 вышел второй альбом «Ten New Messages».
В ноябре 2009 года на сайте Донахью появилась информация о распаде группы.

## Имидж
Музыканты одеваются в джинсы, рубашки, свитера и костюмы. Это одежда от модных домов Fred Perry и Louis Vuitton. А модельер Hedi Slimane, говорят, был настолько впечатлён музыкой и образом лондонцев, что выпустил целую серию одежды, посвященную и основанную на имидже The Rakes.
Кроме того, The Rakes участвовали с песней «The World Was A Mess, But His Hair Was Perfect» в саундтреке шоу-показа мод Dior Homme.

## Участники
- Алан Донохью (Alan Donohoe) — вокал
- Джейми Хорнсмит (Jamie Hornsmith) — бас-гитара
- Лассе Питерсен (Lasse Petersen) — ударные
- Мэтью Свиннертон (Matthew Swinnerton) — гитара и вокал

## Дискография

### Альбомы
- Capture/Release (2005) V2
- Ten New Messages (2007) V2
- Klang (2009)

### Синглы
| Год  | Сингл                             | Позиция в чарте | Альбом            |
| ---- | --------------------------------- | --------------- | ----------------- |
| 2004 | «22 Grand Job»                    | -               | «Capture/Release» |
| 2005 | «Strasbourg»                      | #57             | «Capture/Release» |
| 2005 | «Retreat»                         | #24             | «Capture/Release» |
| 2005 | «Work Work Work (Pub Club Sleep)» | #28             | «Capture/Release» |
| 2005 | «22 Grand Job» (re-issue)         | #39             | «Capture/Release» |
| 2006 | «All Too Human»                   | #22             |                   |